# Primetime (песен)
Primetime (произнася се прайм тайм) е песен – сингъл на българския рап изпълнител и музикален продуцент Худини (Hoodini) от албума Худинизъм (2014) . Видеото към песента, в която участва Криско достига до #1 в The Voice Top 10 и завършва на #24 в годишната класация Топ 40 на Vbox7.com за най-гледани клипове за 2013 г. 

Песента се издава и разпространява от музикална компания Hood'G'Fam Entertainment на digital download .

## Автори и екип
- Текст – Стоян Иванов, Кристиан Талев
- Музика – Стоян Иванов
- Аранжимент – Стоян Иванов
- Микс – Димитър Ганчев и Петко Иванов
- Музикални продуценти – Hoodini и Fang
- Изключителен продуцент – Fang
- Режисьор на видеото – Bashmotion